# Ruth McDevitt
Ruth Thane Shoecraft (Coldwater, Michigan, 13 september 1895 - Hollywood, Californië, 27 mei 1976) was een Amerikaans actrice, die pas op latere leeftijd bekend werd. Ze debuteerde eind jaren 40 in de televisieserie A Woman to Remember. McDevitt speelde bijrollen in films als The Birds en The Parent Trap. Ook speelde ze vele gastrollen in televisieseries, waaronder die van Joe Nelson, de vriendin van de oude Justin Quigley in een drietal afleveringen van All in the Family. Ook was ze onder meer te zien in Little House on the Prairie, Bewitched, Kojak en Ellery Queen.
In mei 1976 stierf ze een natuurlijke dood op 80-jarige leeftijd.

## Filmografie
- The Cheerleaders (Televisiefilm, 1976) - Grootmoeder Snow
- One of My Wives Is Missing (televisiefilm, 1976) - Mrs. Foster
- Medical Center televisieserie - Alice (Afl., One Last Rebellion, 1975)
- The Streets of San Francisco televisieserie - Mrs. Mumford (Afl., School of Fear, 1975)
- Ellery Queen televisieserie - Zelda Van Dyke (Afl., The Adventure of the 12th Floor Express, 1975)
- Phyllis televisieserie - Miss McDermott (Afl., Phyllis Takes Piano Lessons, 1975)
- Man on the Outside (televisiefilm, 1975) - Stella Daniels
- My Father's House (televisiefilm, 1975) - Anna
- Kolchak: The Night Stalker televisieserie - Emily Cowles (10 afl., 1974-1975)
- All in the Family televisieserie - Jo Nelson (Afl., Edith Finds an Old Man, 1973|Archie Feels Left Out, 1974|Mike Makes His Move, 1975)
- Emergency! televisieserie - Mrs. Quincy (Afl., 905-Wild, 1975)
- The Abduction of Saint Anne (televisiefilm, 1975) - Zuster Patrick
- Kolchak: The Night Stalker televisieserie - Oudere vrouw (Afl., The Ripper, 1974)
- The Rookies televisieserie - Mrs. Lockett (Afl., Blue Christmas, 1974)
- Kolchak: The Night Stalker televisieserie - Edith Cowles (Afl., The Werewolf, 1974)
- Marcus Welby, M.D. televisieserie - Mrs. Davis (Afl., Child of Silence, 1974)
- Gunsmoke televisieserie - Gramma Boggs (Afl., The Tarnished Badge, 1974)
- Little House on the Prairie televisieserie - Maddie Elder (Afl., If I Should Wake Before I Die, 1974)
- Emergency! Televisieserie - Rol onbekend (Afl., Gossip, 1974)
- Mixed Company (1974) - Miss Bergquist
- McCloud televisieserie - Landlady (Afl., The Gang That Stole Manhattan, 1974)
- Homebodies (1974) - Mrs. Loomis
- Winter Kill (televisiefilm, 1974) - Mildred Young
- Mame (1974) - Nicht Fan
- Kojak televisieserie - Mrs. Farenkrug (Afl., Deliver Us Some Evil, 1974)
- Skyway to Death (televisiefilm, 1974) - Tante Louise
- If I Had a Million (televisiefilm, 1973) - Rol onbekend
- The Girl Most Likely to... (televisiefilm, 1973) - Housemistress
- The Streets of San Francisco televisieserie - Rol onbekend (Afl., Winterkill, 1973)
- The New Dick Van Dyke Show televisieserie - Mrs. Ferguson (Afl., Mrs. Ferguson, 1973)
- Mannix televisieserie - Penelope Penhaven (Afl., A Matter of Principle, 1973)
- Wide World of Mystery televisieserie - Doreen (Afl., A Prowler in the Heart, 1973)
- The Couple Takes a Wife (televisiefilm, 1972) - Mrs. Flanagan
- Love, American Style televisieserie - Rol onbekend (Afl., Love and the Love Nest, 1971|Love and the Heist, 1972)
- The War Between Men and Women (1972) - Oude vrouw
- Man in the Middle (televisiefilm, 1972) - Rol onbekend
- In Search of America (televisiefilm, 1971) - Grootmoeder Rose
- Nanny and the Professor televisieserie - Mrs. Rumble (Afl., How Many Candles?, 1971)
- Bewitched televisieserie - Millicent (Afl., Samantha's Old Man, 1970)
- Love, American Style televisieserie - Theresa (Afl., Love and Grandma, 1970)
- Here's Lucy televisieserie - Mrs. Cornelius Whitmark III (Afl., Lucy the Diamond Cutter, 1970)
- Ironside televisieserie - Landlady (Afl., Eden Is the Place We Leave, 1970)
- The Courtship of Eddie's Father televisieserie - Miss Bristol (Afl., The Road to You Know Where Is Paved with You Know What, 1970)
- Bright Promise televisieserie - Clara Ryan (1969-1970)
- Mayberry R.F.D. televisieserie - Selma Plunkett (Afl., Palm Springs, Here We Come, 1969)
- Bewitched televisieserie - Miss Parsons (Afl., Mrs. Stephens, Where Are You?, 1969)
- Mannix televisieserie - Miss Jean Johnson (Afl., Merry Go Round for Murder, 1969)
- Change of Habit (1969) - Lily
- I Dream of Jeannie televisieserie - Mrs. Horlick (Afl., The Blood of Jeannie, 1969)
- The Debbie Reynolds Show televisieserie - Mrs. Patterson (Afl., In the Soup, 1969)
- The Love God? (1969) - Miss Keezy
- The Outsider televisieserie - Alice Donner (Afl., Through a Stained Glass Window, 1969)
- Angel in My Pocket (1969) - Nadine
- The Ghost and Mrs. Muir televisieserie - Mrs. Rodman (Afl., Love Is a Toothache, 1968)
- The Shakiest Gun in the West (1968) - Olive
- The Andy Griffith Show televisieserie - Mrs. Pendleton (Afl., Helen's Past, 1968|Emmett's Anniversary, 1968)
- Pistols 'n' Petticoats televisieserie - Grootmoeder Effie Hanks (26 afl., 1966-1967)
- Bewitched televisieserie - Ticheba (Afl., Long Live the Queen, 1967)
- The Doctors televisieserie - Mrs. McMurtrie (Afl. onbekend, 1964)
- Dear Heart (1964) - Miss Tait
- The New Interns (1964) - Figurante (Onvermeld)
- The Alfred Hitchcock Hour televisieserie - Emmy (Afl., The Gentleman Caller, 1964)
- Route 66 televisieserie - Rol onbekend (Afl., Who in His Right Mind Needs a Nice Girl?, 1964)
- Love Is a Ball (1963) - Mathilda
- The Birds (1963) - Mrs. MacGruder, dierenwinkelbediende
- The Alfred Hitchcock Hour televisieserie - Mrs. Fister (Afl., The Cadaver, 1963)
- The Nurses televisieserie - Miss Dillon (Afl., Night Shift, 1962)
- Dr. Kildare televisieserie - Adele Fromm RN (Afl., Gravida One, 1962)
- Boys' Night Out (1962) - Beulah Partridge
- Naked City televisieserie - Abbie Dobbins (Afl., Bridge Party, 1961)
- The Parent Trap (1961) - Miss Inch
- Ben Blue's Brothers (televisiefilm, 1960) - Moeder
- The United States Steel Hour televisieserie - Mrs. Simpkins (Afl., The Wayward Widow, 1959)
- The United States Steel Hour televisieserie - Suster Augustine (Afl., One Red Rose for Christmas, 1958)
- Harbourmaster televisieserie - Mrs. Markham (Afl., Silent Threat, 1958)
- Studio One televisieserie - Mrs. Clark (Afl., The Weston Strain, 1957)
- Robert Montgomery Presents televisieserie - Rol onbekend (Afl., A Slice of Life, 1957)
- Studio One televisieserie - Mrs. Wilson (Afl., A Child Is Waiting, 1957)
- Kraft Television Theatre televisieserie - Rol onbekend (Afl., The Wonderful Gift, 1956)
- Studio One televisieserie - Mrs. Hester (Afl., An Incident of Love, 1956)
- Star Tonight televisieserie - Rol onbekend (Afl., The Gentleman Caller, 1956)
- Mister Peepers televisieserie - Mom Peepers (Afl. onbekend, 1953-1955)
- The Long, Long Trailer (1954) - Mrs. Vagabond (Onvermeld)
- Short Short Dramas televisieserie - Rol onbekend (Afl., Buried Treasure, 1953)
- The Guy Who Came Black (1951) - Grootmoeder
- The Billy Rose Show televisieserie - Rol onbekend (Afl., The Night Billy Rose Should'a Stood in Bed, 1950)
- The Ford Theatre Hour televisieserie - Rol onbekend (Afl., She Loves Me Not, 1949)
- The Ford Theatre Hour televisieserie - Tante Martha Brewster (Afl., Arsenic and Old Lace, 1949)
- A Woman to Remember televisieserie - Bessie Thatcher (1949)

- Bibliothèque nationale de France: cb170620763 (data)
- Gemeinsame Normdatei: 1207771341
- International Standard Name Identifier: 0000 0000 3904 6058
- Library of Congress Control Number: no89007459
- SNAC: w6cw8r7g
- Virtual International Authority File: 61099497
- WorldCat: E39PBJf4cFCgjtgHWRCgrTfg8C